# Stefan Pot
Stefan Pot (in serbo Стефан Пот?; Bijeljina, 15 luglio 1994) è un cestista serbo.

## Palmarès
- Campionato rumeno: 1

Asesoft Ploiești: 2014-15
- Coppa di Bosnia ed Erzegovina: 1

Igokea: 2021